# Gaetano Aliberti
Gaetano Aliberti (Livorno, 29 gennaio 1888 – Roma, 19 maggio 1961) è stato un architetto e decoratore italiano.

## Biografia
È stato un artista eclettico, e sviluppò uno stile ornamentale molto personale, che dovette in seguito piegarsi alle richieste della committenza pubblica che, sotto il ventennio, richiedeva linee razionaliste capaci di esaltare l'impero e il legame con Roma Antica.
È stato il padre di Vittoria Aliberti divenuta una famosa scrittrice italiana, finalista al Premio Strega con il nome Vittoria Ronchey dopo aver sposato Alberto Ronchey.
Gaetano Aliberti nasce a Livorno da una famiglia benestante. Scopre precocemente il suo talento creativo e frequenta la scuola tecnica dove si diploma. Si laurea presto in Architettura e già nel 1909 partecipa alla I° e quindi alla II° Esposizione Donatelliana a Napoli su invito del celebre scultore Ettore Ximenes aggiudicandosi la Medaglia d’Oro per l’Architettura.
Si trasferisce quindi a Reggio Calabria, dove inizia la seconda fase della sua vita e collabora con lo studio Zerbi Pertini e Marzatz ad alcuni piccoli capolavori di eclettismo, come ville private (Villa Zerbi).
Nel 1911 disegna due padiglioni dell'Esposizione internazionale dell'industria e del lavoro Expo 1911 organizzata nella città di Torino dal 29 aprile al 31 e quindi uno degli ingressi monumentali dell'Esposizione internazionale di marina e igiene marinara - Mostra coloniale italiana.
Nel 1914 si sposa e nel 1917 viene richiamato alle armi e presta servizio nel Secondo battaglione bersaglieri ciclisti, dove viene riceve una croce al merito.
1924 è nominato Professore Onorario presso l'Accademia Carrara e inizia una lunga attività di progettista.
Incontra Armando Brasini, con cui condivide la visione onirica e partecipa al progetto per municipio di Padova e alla sistemazione urbanistica del centro della città. Vince il progetto ma il lavoro non viene pienamente realizzato.
Accoglie infine le teorie razionaliste e incontra Marcello Piacentini, con il quale collabora per la realizzazione del Museo Nazionale e progetta una serie di edifici governativi.
Muore a Roma nel 1961.